# Brachionopus tristis
Brachionopus tristis är en spindelart som beskrevs av William Frederick Purcell 1903. Brachionopus tristis ingår i släktet Brachionopus och familjen fågelspindlar. Inga underarter finns listade.